# نارايان دت شارما
نارايان دت شارما هو سياسي هندي، ولد في 15 ديسمبر 1972 في نيودلهي في الهند. نشط حزبياً في Aam Aadmi Party ‏. وقد انتخب عضو الجمعية التشريعية في دلهي ‏.